# Kogelstoten

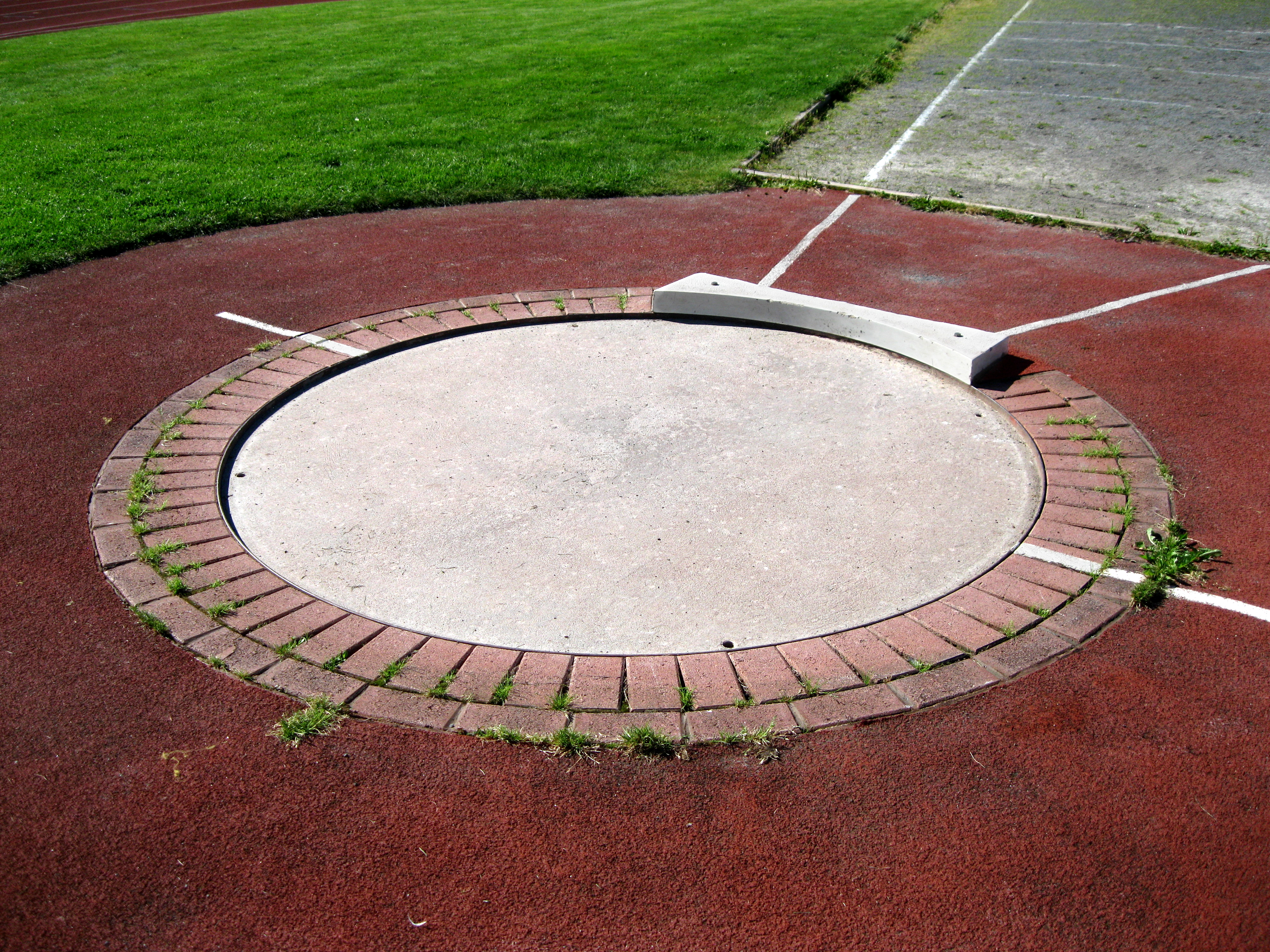
Kogelstootring, balk en sector

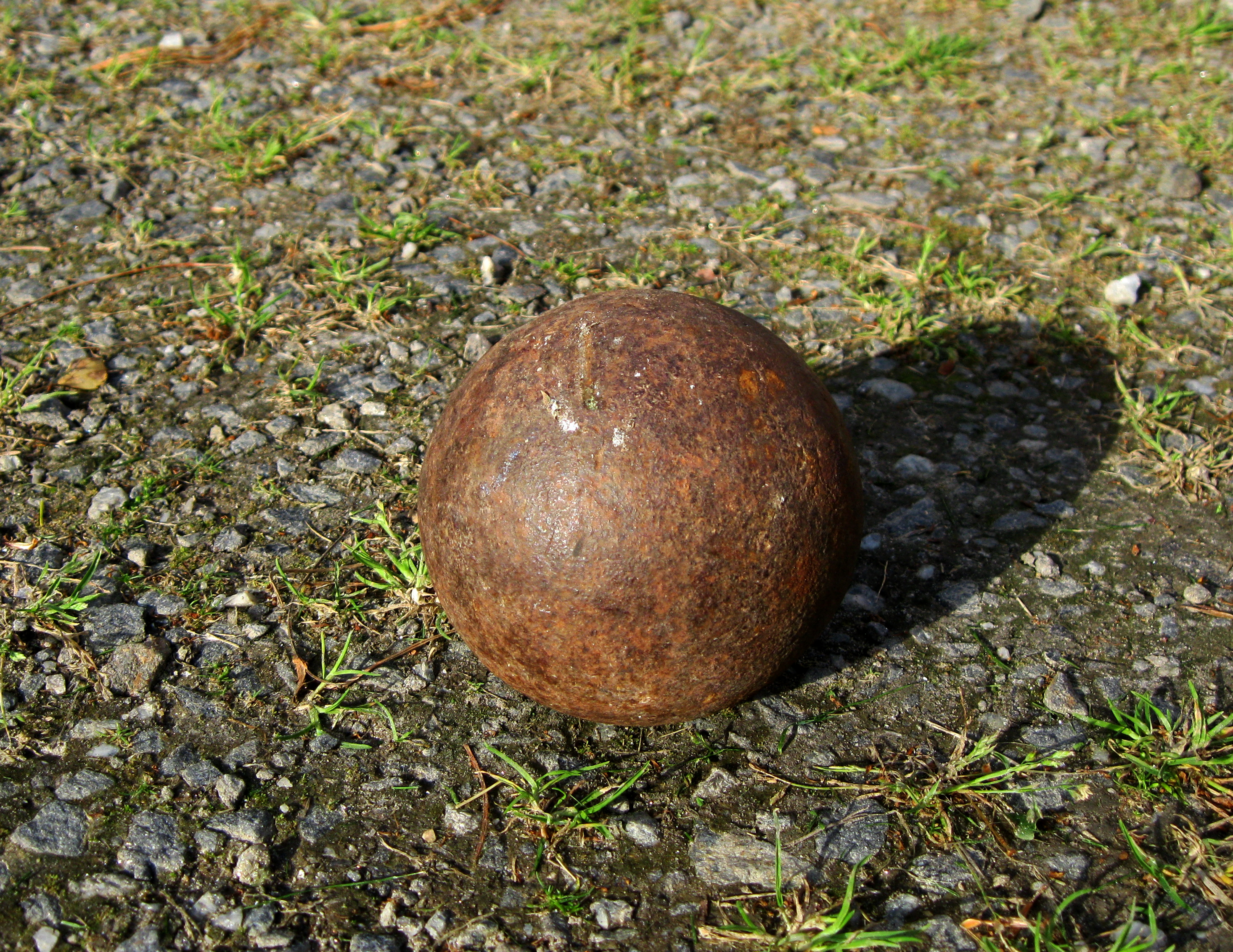
Kogelstootkogel

Kogelstoten is een onderdeel binnen de atletiek waarbij het de bedoeling is om een kogel over een zo groot mogelijke afstand weg te stoten. De kogelstoter stoot zijn/haar kogel vanuit een cirkel, die in de stootrichting wordt begrensd door een witte stootbalk.

## Regels
Volgens de internationaal geldende atletiekregels wordt de kogel gestoten vanuit een betonnen cirkel met een middellijn van 2,135 meter. Deze cirkel is in de richting waarin wordt gestoten begrensd door een gebogen, witte, meestal houten balk. De massieve, metalen kogel, dient volkomen rond te zijn. De diameter van de kogel is bij de heren ten minste 110 en ten hoogste 130 mm bij een massa van 7,260 kilogram (16 lb (Britse pond)). Bij de dames is dit: 95–110 mm en 4 kg.
Tijdens het stoten van de kogel mag de begrenzing van de ring en de stootbalk niet overschreden worden, de balk mag alleen aan de binnenzijde aangeraakt worden. Men mag de kogel niet werpen, maar deze dient vanaf een uit de schouder komende beweging met één hand vanuit de schouder gestoten te worden. Na de stoot moet de werper/werpster de ring aan de achterzijde verlaten, en wel pas nadat de kogel is geland. De kogel moet bovendien binnen de sector neerkomen. Gaat een van deze punten fout dan is de worp ongeldig en wordt deze niet opgemeten.
Net als bij speerwerpen en discuswerpen moet het projectiel binnen de sectorlijnen neerkomen. De sector waarbinnen de kogel moet neerkomen wordt vanuit het middelpunt van de ring uitgezet. De grenslijnen maken een hoek van 34,92 graden (voor 2004 was dit 40 graden). De afstand van de stoot wordt gemeten tussen de dichtstbijzijnde indruk van de kogel (het '0-punt') en de binnenzijde van de stootbalk. Het aantal pogingen is afhankelijk van de wedstrijd, meestal mag iedere deelnemer drie keer stoten en de beste acht deelnemers nog drie keer.

## Techniek
De kogel wordt op de vingers in de nek gelegd. Daarna wordt hij weggestoten. Grofweg worden bij dit stoten drie technieken gebruikt:
Standstoot
De kogelstoter staat zijwaarts in de werprichting. Hij buigt enigszins of doet een kleine zijwaartse pas van de werpsector af, en stoot vervolgens in een strek- en draaibeweging. Dit is de klassieke techniek en de techniek voor beginners.
Aanglijden
Deze techniek wordt ook wel de O'Brien-techniek genoemd, omdat deze techniek in de vijftiger jaren door Parry O'Brien is geïntroduceerd, die daarmee het kogelstoten domineerde. De kogelstoter staat met de rug naar de werpsector gekeerd achter in de stootring. Hij buigt sterk voorover, en stoot vervolgens met een glijdende draaipas, waarin de atleet zich ook strekt, naar achteren de kogel de sector in.
Draaitechniek
Deze techniek is in 1976 door Aleksandr Barysjnikov geïntroduceerd. Ook hier begint de atleet achter in de stootring met de rug naar de werpsector. Hij glijdt echter niet naar de stootrand, maar maakt in de ring anderhalve draai.
Zowel draai- als aanglijtechniek worden in de wereldtop toegepast. De draaitechniek is vooral bij de mannen dominant aan het worden. Bij de Olympische Spelen van 2020 (2021) gebruikten alle twaalf finalisten deze techniek. Bij de vrouwen draaiden vijf van de twaalf.

## Bekende kogelstoters

### Nederland
Nederlandse kogelstoters:
- Rutger Smith (21,62 m)
- Erik de Bruin (20,95 m)
- Sven Poelmann (20,22 m)
- Patrick Cronie (19,80)
- Erik van Vreumingen (19,77 m)
- Eddy Cardol (19,18 m)
- Ben Vet (19,10 m)
- Jan Langeveld (18,64 m)
- Jarno van Daalen  (18,43 m)
- Maarten Persoon (18,24 m)

Nederlandse kogelstootsters:
- Jessica Schilder (20,69 m i)
- Jorinde van Klinken (19,57 m i)
- Corrie de Bruin (18,97 m i)
- Lieja Tunks (18,82 m)
- Melissa Boekelman (18,66 m)
- Alida van Daalen (18,66 m i)
- Ria Stalman (18,02 m)
- Deborah Dunant (17,92 m)
- Els van Noorduyn (17,87 m)
- Jacqueline Goormachtigh (17,77 m)

### België

#### Beste mannelijke atleten
| Rang | Afstand | Atleet                | Datum            | Plaats           |
| ---- | ------- | --------------------- | ---------------- | ---------------- |
| 1.   | 19,34   | Georges Schroeder     | 30 mei 1976      | Brussel          |
| 2.   | 19,29   | Wim Blondeel          | 19 juni 2004     | Plovdiv          |
| 3.   | 18,93   | Andreas De Lathauwer  | 9 juni 2024      | Lokeren          |
| 4.   | 18,92   | Matthias Quintelier   | 26 februari 2022 | Louvain-la-Neuve |
| 5.   | 18,63   | Philip Milanov        | 24 juni 2018     | Lokeren          |
| 6.   | 18,35   | Kwinten Cools         | 23 februari 2025 | Gent             |
| 7.   | 18,20   | Alexander Anthonissen | 3 augustus 2024  | Sint-Niklaas     |
| 8.   | 17,90   | Kurt Boffel           | 21 april 1996    | Eeklo            |
| 9.   | 17,80   | Bertrand De Decker    | 25 april 1970    | Gent             |
| 10.  | 17,78   | Jurgen Verbrugghe     | 21 februari 2015 | Gent             |

Bijgewerkt: 24 februari 2025

#### Beste vrouwelijke atleten
| Rang | Afstand | Atleet               | Datum            | Plaats      |
| ---- | ------- | -------------------- | ---------------- | ----------- |
| 1.   | 17,87   | Jolien Boumkwo       | 19 februari 2023 | Gent        |
| 2.   | 16,90   | Greet Meulemeester   | 23 februari 1997 | Hoboken     |
| 3.   | 16,70   | Veerle Blondeel      | 28 augustus 2004 | Tessenderlo |
| 4.   | 16,35   | Catherine Timmermans | 15 maart 2008    | Split       |
| 5.   | 16,27   | Brigitte De Leeuw    | 24 april 1991    | Anderlecht  |
| 6.   | 16,09   | Elena Defrère        | 12 januari 2025  | Gent        |
| 7.   | 15,83   | Marie-Paule Geldhof  | 4 september 1988 | Brussel     |
| 8.   | 15,57   | Nafy Thiam           | 23 april 2025    | Luik        |
| 9.   | 15,52   | Nafissatou Thiam     | 9 februari 2018  | Eaubonne    |
| 10.  | 15,47   | Annelies Peetroons   | 27 juli 2014     | Brussel     |

Bijgewerkt: 23 april 2025

## Top tien aller tijden

### Mannen
| Rang | Prestatie | Atleet            | Land                           | Datum             | Plaats      |
| ---- | --------- | ----------------- | ------------------------------ | ----------------- | ----------- |
| 1    | 23,56 m   | Ryan Crouser      | Verenigde Staten               | 27 mei 2023       | Los Angeles |
| 2    | 23,23 m   | Joe Kovacs        | Verenigde Staten               | 7 september 2022  | Zürich      |
| 3    | 23,12 m   | Randy Barnes      | Verenigde Staten               | 20 mei 1990       | Los Angeles |
| 4    | 23,06 m   | Ulf Timmermann    | Duitse Democratische Republiek | 22 mei 1988       | Chania      |
| 5    | 22,98 m   | Leonardo Fabri    | Italië                         | 14 september 2024 | Brussel     |
| 6    | 22,91 m   | Alessandro Andrei | Italië                         | 12 augustus 1987  | Viareggio   |
| 7    | 22,90 m   | Tomas Walsh       | Nieuw-Zeeland                  | 5 oktober 2019    | Doha        |
| 8    | 22,86 m   | Brian Oldfield    | Verenigde Staten               | 10 mei 1975       | El Paso     |
| 9    | 22,75 m   | Werner Günthör    | Zwitserland                    | 23 augustus 1988  | Bern        |
| 10   | 22,67 m   | Kevin Toth        | Verenigde Staten               | 19 april 2003     | Lawrence    |

Bijgewerkt: 20 augustus 2025

### Vrouwen
| Rang | Prestatie   | Atleet             | Land                           | Datum            | Plaats       |
| ---- | ----------- | ------------------ | ------------------------------ | ---------------- | ------------ |
| 1    | 22,63 m     | Natalja Lisovskaja | Sovjet-Unie                    | 7 juni 1987      | Moskou       |
| 2    | 22,50 m (i) | Helena Fibingerová | Tsjecho-Slowakije              | 19 februari 1977 | Jablonec     |
| 3    | 22,45 m     | Ilona Briesenick   | Duitse Democratische Republiek | 11 mei 1980      | Potsdam      |
| 4    | 22,19 m     | Claudia Losch      | Duitse Democratische Republiek | 23 augustus 1987 | Hainfeld     |
| 5    | 21,89 m     | Ivanka Hristova    | Bulgarije                      | 4 juli 1976      | Belmeken     |
| 6    | 21,86 m     | Marianne Adam      | Duitse Democratische Republiek | 23 juni 1979     | Leipzig      |
| 7    | 21,76 m     | Li Meisu           | China                          | 23 april 1988    | Shijiazhuang |
| 8    | 21,73 m     | Natalja Akhrimenko | Sovjet-Unie                    | 21 mei 1988      | Leselidze    |
| 9    | 21,69 m     | Vita Pavlysh       | Oekraïne                       | 20 augustus 1998 | Boedapest    |
| 10   | 21,66 m     | Sui Xinmei         | China                          | 9 juni 1990      | Peking       |

Bijgewerkt: 20 augustus 2025

## Continentale records
| Continent                | Geslacht | Prestatie  | Atleet                         | Land | Datum            | Plaats       |
| ------------------------ | -------- | ---------- | ------------------------------ | ---- | ---------------- | ------------ |
| Afrika                   | M        | 22,10      | Chukwuebuka Cornnell Enekwechi | NGR  | 5 juli 2025      | Eugene       |
| Afrika                   | V        | 18,43      | Vivian Peters Chukwuemeka      | NGR  | 19 april 2003    | Walnut       |
| Noord- en Midden-Amerika | M        | 23,56 (WR) | Ryan Crouser                   | USA  | 27 mei 2023      | Los Angeles  |
| Noord- en Midden-Amerika | V        | 20,96      | Belsy Laza                     | CUB  | 2 mei 1992       | Mexico-Stad  |
| Zuid-Amerika             | M        | 22,61      | Darlan Romani                  | BRA  | 30 juni 2019     | Palo Alto    |
| Zuid-Amerika             | V        | 19,30      | Elisângela Maria Adriano       | BRA  | 14 juli 2001     | Tunja        |
| Azië                     | M        | 21,77      | Tajinderpal Singh Toor         | IND  | 19 juni 2023     | Bhubaneswar  |
| Azië                     | V        | 21,76      | Li Meisu                       | CHN  | 23 april 1988    | Shijiazhuang |
| Europa                   | M        | 23,06      | Ulf Timmermann                 | GDR  | 22 mei 1988      | Chania       |
| Europa                   | V        | 22,63 (WR) | Natalja Lisovskaja             | URS  | 7 juni 1987      | Moskou       |
| Oceanië                  | M        | 22,90      | Tomas Walsh                    | NZL  | 5 oktober 2019   | Doha         |
| Oceanië                  | V        | 21,24      | Valerie Adams                  | NZL  | 29 augustus 2011 | Daegu        |

Bijgewerkt: 20 augustus 2025

## Wereldrecordontwikkeling (outdoor)

### Mannen
| Afstand | Naam                  | Land | Datum             | Plaats          |
| ------- | --------------------- | ---- | ----------------- | --------------- |
| 23,56 m | Ryan Crouser          | USA  | 27 mei 2023       | Los Angeles     |
| 23,37 m | Ryan Crouser          | USA  | 18 juni 2021      | Eugene          |
| 23,12 m | Randy Barnes          | USA  | 20 mei 1990       | Los Angeles     |
| 23,06 m | Ulf Timmermann        | GDR  | 22 mei 1988       | Chania          |
| 22,91 m | Alessandro Andrei     | ITA  | 12 augustus 1987  | Viareggio       |
| 22,84 m | Alessandro Andrei     | ITA  | 12 augustus 1987  | Viareggio       |
| 22,72 m | Alessandro Andrei     | ITA  | 12 augustus 1987  | Viareggio       |
| 22,64 m | Udo Beyer             | GDR  | 20 augustus 1986  | Berlijn         |
| 22,62 m | Ulf Timmermann        | GDR  | 22 september 1985 | Berlijn         |
| 22,22 m | Udo Beyer             | GDR  | 25 juni 1983      | Los Angeles     |
| 22,15 m | Udo Beyer             | GDR  | 6 juli 1978       | Göteborg        |
| 22,00 m | Aleksandr Barysjnikov | URS  | 10 juni 1976      | Parijs          |
| 21,85 m | Terry Albritton       | USA  | 21 februari 1976  | Honolulu        |
| 21,82 m | Al Feuerbach          | USA  | 5 mei 1973        | San José        |
| 21,78 m | Randy Matson          | USA  | 22 april 1967     | College Station |
| 21,52 m | Randy Matson          | USA  | 8 mei 1965        | College Station |
| 21,05 m | Randy Matson          | USA  | 30 april 1965     | Austin          |
| 20,70 m | Randy Matson          | USA  | 9 april 1965      | College Station |
| 20,68 m | Dallas Long           | USA  | 25 juli 1964      | Los Angeles     |
| 20,35 m | Dallas Long           | USA  | 25 juli 1964      | Los Angeles     |
| 20,20 m | Dallas Long           | USA  | 29 mei 1964       | Los Angeles     |
| 20,10 m | Dallas Long           | USA  | 4 april 1964      | Los Angeles     |
| 20,08 m | Dallas Long           | USA  | 18 mei 1962       | Los Angeles     |
| 20,06 m | Bill Nieder           | USA  | 12 augustus 1960  | Walnut          |
| 19,99 m | Bill Nieder           | USA  | 2 april 1960      | Austin          |
| 19,67 m | Dallas Long           | USA  | 26 maart 1960     | Los Angeles     |
| 19,45 m | Bill Nieder           | USA  | 19 maart 1960     | Palo Alto       |
| 19,38 m | Dallas Long           | USA  | 5 maart 1960      | Los Angeles     |
| 19,30 m | Parry O'Brien         | USA  | 1 augustus 1959   | Albuquerque     |
| 19,26 m | Dallas Long           | USA  | 2 mei 1959        | Los Angeles     |
| 19,25 m | Dallas Long           | USA  | 28 maart 1959     | Santa Barbara   |
| 19,25 m | Parry O'Brien         | USA  | 1 oktober 1956    | Los Angeles     |
| 19,10 m | Parry O'Brien         | USA  | 1 november 1956   | Los Angeles     |
| 19,06 m | Parry O'Brien         | USA  | 3 september 1956  | Eugene          |
| 18,97 m | Parry O'Brien         | USA  | 3 september 1956  | Eugene          |
| 18,70 m | Parry O'Brien         | USA  | 18 augustus 1956  | Pasadena        |
| 18,69 m | Parry O'Brien         | USA  | 15 juni 1956      | Los Angeles     |
| 18,62 m | Parry O'Brien         | USA  | 5 mei 1956        | Salt Lake City  |
| 18,54 m | Parry O'Brien         | USA  | 11 juni 1954      | Los Angeles     |
| 18,44 m | Parry O'Brien         | USA  | 11 juni 1954      | Los Angeles     |
| 18,43 m | Parry O'Brien         | USA  | 11 juni 1954      | Los Angeles     |
| 18,43 m | Parry O'Brien         | USA  | 21 mei 1954       | Los Angeles     |
| 18,42 m | Parry O'Brien         | USA  | 8 mei 1954        | Los Angeles     |
| 18,23 m | Parry O'Brien         | USA  | 24 april 1954     | Des Moines      |
| 18,04 m | Parry O'Brien         | USA  | 5 juni 1953       | Compton         |
| 18,00 m | Parry O'Brien         | USA  | 9 mei 1953        | Fresno          |
| 17,95 m | Jim Fuchs             | USA  | 22 augustus 1950  | Eskilstuna      |
| 17,90 m | Jim Fuchs             | USA  | 20 augustus 1950  | Visby           |
| 17,82 m | Jim Fuchs             | USA  | 29 april 1950     | Los Angeles     |
| 17,79 m | Jim Fuchs             | USA  | 28 juli 1949      | Oslo            |
| 17,68 m | Charles Fonville      | USA  | 17 april 1948     | Lawrence        |
| 17,40 m | Jack Torrance         | USA  | 5 augustus 1934   | Oslo            |
| 16,89 m | Jack Torrance         | USA  | 30 juni 1934      | Milwaukee       |
| 16,80 m | Jack Torrance         | USA  | 21 april 1934     | Des Moines      |
| 16,48 m | John Lyman            | USA  | 21 april 1934     | Palo Alto       |
| 16,32 m | Jack Torrance         | USA  | 21 april 1934     | Baton Rouge     |
| 16,30 m | Jack Torrance         | USA  | 24 maart 1934     | Lafayette       |
| 16,20 m | Frantisek Douda       | TCH  | 24 september 1932 | Praag           |
| 16,16 m | Leo Sexton            | USA  | 27 augustus 1932  | Freeport        |
| 16,13 m | Leo Sexton            | USA  | 21 augustus 1932  | Cleveland       |
| 16,07 m | Leo Sexton            | USA  | 17 juni 1932      | Cambridge       |
| 16,07 m | Herman Brix           | USA  | 28 mei 1932       | Taft            |
| 16,05 m | Zygmunt Heljasz       | POL  | 29 juni 1932      | Poznań          |
| 16,04 m | Frantisek Douda       | TCH  | 4 oktober 1931    | Brno            |
| 16,04 m | Herman Brix           | USA  | 13 juni 1930      | Taft            |
| 16,04 m | Emil Hirschfeld       | GER  | 26 augustus 1928  | Bochum          |
| 16,00 m | Emil Hirschfeld       | GER  | 26 augustus 1928  | Bochum          |
| 15,87m  | Emil Hirschfeld       | GER  | 18 augustus 1928  | Berlijn         |
| 15,87 m | John Kuck             | USA  | 29 juni 1928      | Amsterdam       |
| 15,79 m | Emil Hirschfeld       | GER  | 6 mei 1928        | Wrocław         |
| 15,55 m | John Kuck             | USA  | 28 april 1928     | Fresno          |
| 15,54 m | Ralph Rose            | USA  | 21 augustus 1909  | San Francisco   |

### Vrouwen
* = wereldrecord werd erkend door de vrouwensport-organisatie 'Féderation Sportive Féminine Internationale' (FSFI). In 1936 is de FSFI opgegaan in de IAAF.
| Afstand    | Naam                    | Land | Datum             | Plaats            |
| ---------- | ----------------------- | ---- | ----------------- | ----------------- |
| 22,63 m    | Natalja Lisovskaja      | URS  | 7 juni 1987       | Moskou            |
| 22,60 m    | Natalja Lisovskaja      | URS  | 7 juni 1987       | Moskou            |
| 22,53 m    | Natalja Lisovskaja      | URS  | 27 mei 1984       | Sotsji            |
| 22,45 m    | Ilona Slupianek         | GDR  | 10 mei 1980       | Potsdam           |
| 22,36 m    | Ilona Slupianek         | GDR  | 2 mei 1980        | Celje             |
| 22,32 m    | Helena Fibingerová      | TCH  | 20 augustus 1977  | Nitra             |
| 21,99 m    | Helena Fibingerová      | TCH  | 26 juli 1976      | Opava             |
| 21,89 m    | Iwanka Christowa        | BUL  | 5 juli 1976       | Belmeken          |
| 21,87 m    | Iwanka Christowa        | BUL  | 3 juli 1976       | Belmeken          |
| 21,67 m    | Marianne Adam           | GDR  | 30 mei 1976       | Karl-Marx-Stadt   |
| 21,60 m    | Marianne Adam           | GDR  | 6 augustus 1975   | Berlijn           |
| 21,58 m    | Marianne Adam           | GDR  | 6 augustus 1975   | Berlijn           |
| 21,57 m    | Helena Fibingerová      | TCH  | 21 september 1974 | Gottwaldov        |
| 21,45 m    | Nadezjda Tsjizjova      | URS  | 29 september 1973 | Varna             |
| 21,20 m    | Nadezjda Tsjizjova      | URS  | 28 augustus 1973  | Lviv              |
| 21,03 m    | Nadezjda Tsjizjova      | URS  | 7 september 1972  | München           |
| 20,63 m    | Nadezjda Tsjizjova      | URS  | 19 mei 1972       | Sotsji            |
| 20,43 m    | Nadezjda Tsjizjova      | URS  | 29 augustus 1971  | Moskou            |
| 20,43 m    | Nadezjda Tsjizjova      | URS  | 16 september 1969 | Athene            |
| 20,10 m    | Nadezjda Tsjizjova      | URS  | 16 september 1969 | Athene            |
| 20,10 m    | Margitta Gummel         | GDR  | 11 september 1969 | Berlijn           |
| 20,09 m    | Nadezjda Tsjizjova      | URS  | 13 juli 1969      | Chorzów           |
| 19,72 m    | Nadezjda Tsjizjova      | URS  | 30 mei 1969       | Moskou            |
| 19,61 m    | Margitta Gummel         | GDR  | 20 oktober 1968   | Mexico-Stad       |
| 19,07 m    | Margitta Gummel         | GDR  | 20 oktober 1968   | Mexico-Stad       |
| 18,87 m    | Margitta Gummel         | GDR  | 22 september 1968 | Frankfurt (Oder)  |
| 18,67 m    | Nadezjda Tsjizjova      | URS  | 28 april 1968     | Sotsji            |
| 18,59 m    | Tamara Press            | URS  | 19 september 1965 | Kassel            |
| 18,55 m    | Tamara Press            | URS  | 12 september 1962 | Belgrado          |
| 18,55 m    | Tamara Press            | URS  | 10 juni 1962      | Leipzig           |
| 17,78 m    | Tamara Press            | URS  | 13 augustus 1960  | Moskou            |
| 17,42 m    | Tamara Press            | URS  | 16 juli 1960      | Moskou            |
| 17,25 m    | Tamara Press            | URS  | 26 april 1959     | Naltsjik          |
| 16,76 m    | Galina Sybina           | URS  | 13 oktober 1956   | Tasjkent          |
| 16,67 m    | Galina Sybina           | URS  | 15 november 1955  | Tbilisi           |
| 16,45 m    | Galina Sybina           | URS  | 8 november 1955   | Doesjanbe         |
| 16,32 m    | Galina Sybina           | URS  | 24 oktober 1955   | Tasjkent          |
| 16,29 m    | Galina Sybina           | URS  | 5 september 1955  | Leningrad         |
| 16,28 m    | Galina Sybina           | URS  | 14 september 1954 | Kiev              |
| 16,20 m    | Galina Sybina           | URS  | 9 oktober 1953    | Malmö             |
| 16,18 m    | Galina Sybina           | URS  | 17 mei 1953       | Leningrad         |
| 16,10 m    | Galina Sybina           | URS  | 17 mei 1953       | Leningrad         |
| 16,00 m    | Galina Sybina           | URS  | 17 mei 1953       | Leningrad         |
| 15,42 m    | Galina Sybina           | URS  | 1 oktober 1952    | Froense           |
| 15,37 m    | Galina Sybina           | URS  | 20 september 1952 | Froense           |
| 15,28 m    | Galina Sybina           | URS  | 26 juli 1952      | Helsinki          |
| 15,19 m    | Galina Sybina           | URS  | 30 juni 1952      | Wyborg            |
| 15,02 m    | Anna Andrejewa          | URS  | 9 november 1950   | Ploiești          |
| 14,86 m    | Klawdija Totschonowa    | URS  | 30 oktober 1949   | Tbilisi           |
| 14,59 m    | Tatjana Sewrjukowa      | URS  | 4 augustus 1948   | Moskou            |
| 14,89 m    | Tatjana Sewrjukowa      | URS  | 14 oktober 1945   | Froense           |
| 14,51 m    | Tatjana Sewrjukowa      | URS  | 9 oktober 1945    | Froense           |
| 14,38 m    | Gisela Mauermayer       | GER  | 15 juli 1934      | Warschau          |
| 13,70 m *  | Grete Heublein          | GER  | 16 augustus 1931  | Bielefeld         |
| 13,27 m *  | Grete Heublein          | GER  | 16 augustus 1931  | Bielefeld         |
| 13,19 m *  | Grete Heublein          | GER  | 16 augustus 1931  | Bielefeld         |
| 13,16 m *  | Grete Heublein          | GER  | 19 juli 1931      | Barmen            |
| 13,105 m * | Grete Heublein          | GER  | 12 juli 1931      | Duisburg          |
| 12,88 m *  | Grete Heublein          | GER  | 28 juni 1931      | Parijs            |
| 12,88 m *  | Tilly Fleischer         | GER  | 24 augustus 1930  | Frankfurt am Main |
| 12,85 m *  | Grete Heublein          | GER  | 21 juli 1929      | Frankfurt am Main |
| 12,40 m *  | Tilly Fleischer         | GER  | 9 juni 1929       | Höchst            |
| 12,26 m *  | Gustel Herrmann         | GER  | 28 juli 1928      | Keulen            |
| 11,96 m *  | Grete Heublein          | GER  | 15 juli 1928      | Berlijn           |
| 11,86 m *  | Grete Heublein          | GER  | 8 juli 1928       | Düsseldorf        |
| 11,52 m *  | Ruth Lange              | GER  | 3 juni 1928       | Berlijn           |
| 11,37 m *  | Ruth Lange              | GER  | 4 september 1927  | Berlijn           |
| 11,32 m *  | Ruth Lange              | GER  | 6 augustus 1927   | Wrocław           |
| 11,18 m *  | Ruth Lange              | GER  | 6 augustus 1927   | Wrocław           |
| 10,86 m *  | Grete Heublein          | GER  | 29 mei 1927       | Lennep            |
| 10,84 m *  | Ruth Lange              | GER  | 28 mei 1927       | Praag             |
| 10,68 m *  | Violette Gouraud-Morris | FRA  | 12 juli 1925      | Colombes          |
| 10,15 m *  | Violette Gouraud-Morris | FRA  | 14 juli 1924      | Parijs            |

1896: Bob Garrett ·
1900: Richard Sheldon ·
1904: Ralph Rose ·
1906: Martin Sheridan ·
1908: Ralph Rose ·
1912: Pat McDonald ·
1920: Ville Pörhölä ·
1924: Bud Houser ·
1928: John Kuck ·
1932: Leo Sexton ·
1936: Hans Woellke ·
1948: Wilbur Thompson ·
1952: Parry O'Brien ·
1956: Parry O'Brien ·
1960: Bill Nieder ·
1964: Dallas Long ·
1968: Randy Matson ·
1972: Władysław Komar ·
1976: Udo Beyer ·
1980: Vladimir Kiseljov ·
1984: Alessandro Andrei ·
1988: Ulf Timmermann ·
1992: Mike Stulce ·
1996: Randy Barnes ·
2000: Arsi Harju ·
2004: Adam Nelson ·
2008: Tomasz Majewski ·
2012: Tomasz Majewski ·
2016: Ryan Crouser ·
2020: Ryan Crouser ·
2024: Ryan Crouser
1948: Micheline Ostermeyer ·
1952: Galina Zybina ·
1956: Tamara Tysjkevitsj ·
1960: Tamara Press ·
1964: Tamara Press ·
1968: Margitta Gummel ·
1972: Nadezjda Tsjizjova ·
1976: Ivanka Hristova ·
1980: Ilona Slupianek ·
1984: Claudia Losch ·
1988: Natalja Lisovskaja ·
1992: Svetlana Kriveljova ·
1996: Astrid Kumbernuss ·
2000: Janina Koroltsjik ·
2004: Yumileidi Cumbá ·
2008: Valerie Vili ·
2012: Valerie Adams ·
2016: Michelle Carter ·
2020: Gong Lijiao ·
2024: Yemisi Ogunleye
1983 Edward Sarul ·
1987 Werner Günthör ·
1991 Werner Günthör ·
1993 Werner Günthör ·
1995 John Godina ·
1997 John Godina ·
1999 Cottrell J. Hunter ·
2001 John Godina ·
2003 Andrej Michnevitsj ·
2005 Adam Nelson ·
2007 Reese Hoffa ·
2009 Christian Cantwell ·
2011 David Storl ·
2013 David Storl · 
2015 Joe Kovacs · 
2017 Tomas Walsh · 
2019 Joe Kovacs · 
2022 Ryan Crouser · 
2023 Ryan Crouser
1983 Helena Fibingerová ·
1987 Natalja Lisovskaja ·
1991 Huang Zhihong ·
1993 Huang Zhihong ·
1995 Astrid Kumbernuss ·
1997 Astrid Kumbernuss ·
1999 Astrid Kumbernuss ·
2001 Janina Koroltsjik ·
2003 Svetlana Kriveljova ·
2005 Nadzeja Astaptsjoek ·
2007 Valerie Vili ·
2009 Valerie Vili ·
2011 Valerie Adams ·
2013 Valerie Adams ·
2015 Christina Schwanitz ·
2017 Gong Lijiao ·
2019 Gong Lijiao ·
2022 Chase Ealey ·
2023 Chase Ealey